# Carmen Herrera
Carmen Herrera, född 31 maj 1915 i Havanna, Kuba, död 12 februari 2022 i New York, USA, var en kubansk-amerikansk minimalistisk målare.
Carmen Herrera föddes i en familj med sju barn. Fadern var redaktör och grundare av dagstidningen El Mundo och modern var reporter för tidningen. Hon har varit bosatt i Frankrike och Kuba, samt i New York i USA sedan mitten av 1950-talet. Efter att ha flyttat runt på 1930-talet, återkom hon till Kuba från Paris omkring 1935 och studerade därefter arkitektur. Hon avbröt studierna och flyttade till New York efter att 1939 ha träffat läraren Jesse Loewenthal. Åren 1943–47 studerade hon på Art Students League i New York.
Hon var därefter bosatt i Paris och var i kontakt med de unga konstnärerna runt Salon des Réalités Nouvelles, en konstnärskollektiv som utmanade den traditionella konsten. Hon började då måla i minimalistisk stil. Hennes konst, som kan beskrivas som hard-edge, handlar om form och färg, och deras interaktion.  År 1954 bosatte sig Carmen Herrera åter i New York.
Carmen Herrera ställde ut vid flera tillfällen på Salon des Réalités Nouvelles i Paris från 1949 och har sedan haft separatutställningar på konstgallerier och -museer i USA.